# Anastasios Bunturis
Anastasios Bunturis (en griego: Αναστάσιος Μπουντούρης, conocido como Tasos Bunturis; El Pireo, 2 de agosto de 1955) es un deportista griego que compitió en vela en las clases Finn, Soling y Star.
Participó en seis Juegos Olímpicos de Verano, entre los años 1976 y 1996, obteniendo una medalla de bronce en Moscú 1980, en la clase Soling (junto con Anastasios Gavrilis y Aristidis Rapanakis), el sexto lugar en Montreal 1976 (Finn), el sexto en Los Ángeles 1984 (Soling) y el cuarto en Atlanta 1996 (Star).
Ganó dos medallas en el Campeonato Mundial de Soling, plata en 1981 y oro en 1993.

## Palmarés internacional
| \| Juegos Olímpicos \| Juegos Olímpicos \| Juegos Olímpicos \| Juegos Olímpicos \| \| Año \| Lugar \| Medalla \| Clase \| \| ------------------ \| ---------------- \| ----------------- \| ---------------- \| \| 1980 \| Moscú (URSS) \| Medalla de bronce \| Soling \| \| Campeonato Mundial \| \| \| \| \| Año \| Lugar \| Medalla \| Clase \| \| 1981 \| Anzio (Italia) \| Medalla de plata \| Soling \| \| 1993 \| Falero (Grecia) \| Medalla de oro \| Soling \| |                 |                   |        |
| Juegos Olímpicos |                 |                   |        |
| Año | Lugar           | Medalla           | Clase  |
| 1980 | Moscú (URSS)    | Medalla de bronce | Soling |
| Campeonato Mundial |                 |                   |        |
| Año | Lugar           | Medalla           | Clase  |
| 1981 | Anzio (Italia)  | Medalla de plata  | Soling |
| 1993 | Falero (Grecia) | Medalla de oro    | Soling |